# UFC 119
UFC 119: Mir vs. Cro Cop è stato un evento di arti marziali miste tenuto dalla Ultimate Fighting Championship il 25 settembre 2010 al Conseco Fieldhouse a Indianapolis, Indiana, Stati Uniti d'America. Questo fu il primo evento tenuto dalla federazione in Indiana.

## Background
Il agosto 2010, Antônio Rodrigo Nogueira dovette rinunciare al suo match contro Frank Mir a causa di un infortunio che richiese un intervento chirurgico. Mirko Filipović sostituì Nogueira nel main event. Il rematch Mir/Nogueira fu spostato a UFC 140 nel dicembre 2011.
Aaron Riley avrebbe dovuto affrontare il debuttante Pat Audinwood in questo evento ma Riley fu rimosso dalla card a causa di un infortunio venendo sostituito Thiago Tavares.
Dopo l'evento, UFC 119 fu deriso per la sua card piena di incontri finiti per decisione per il main event di basso livello. Molti siti internet sulle MMA l'hanno considerato il peggior pay per view dell'era Zuffa.

## Risultati

### Card preliminare
- Incontro categoria Pesi Massimi:  Mark Hunt contro  Sean McCorkle

McCorkle sconfisse Hunt per sottomissione (armbar) a 1:03 del primo round.
- Incontro categoria Pesi Welter:  TJ Grant contro  Julio Paulino

Grant sconfisse Paulino per decisione unanime (30–27, 30–27, 30–27).
- Incontro categoria Pesi Leggeri:  Steve Lopez contro  Waylon Lowe

Lowe sconfisse Lopez per decisione divisa (29–28, 28–29, 29–28).
- Incontro categoria Pesi Leggeri:  Thiago Tavares contro  Pat Audinwood

Tavares sconfisse Audinwood per sottomissione (strangolamento a ghigliottina) a 3:47 del primo round.
- Incontro categoria Pesi Massimi:  Matt Mitrione contro  Joey Beltran

Mitrione sconfisse Beltran per decisione unanime (29–28, 29–28, 29–28).
- Incontro categoria Pesi Medi:  C.B. Dollaway contro  Joe Doerksen

Dollaway sconfisse Doerksen per sottomissione (strangolamento a ghigliottina) a 2:47 del primo round.

### Card principale
- Incontro categoria Pesi Leggeri:  Melvin Guillard contro  Jeremy Stephens

Guillard sconfisse Stephens per decisione divisa (29–28, 28–29, 30–27).
- Incontro categoria Pesi Leggeri:  Sean Sherk contro  Evan Dunham

Sherk sconfisse Dunham per decisione divisa (29–28, 28–29, 29–28).
- Incontro categoria Pesi Welter:  Matt Serra contro  Chris Lytle

Lytle sconfisse Serra per decisione unanime (30–27, 30–27, 30–27).
- Incontro categoria Pesi Mediomassimi:  Antônio Rogério Nogueira contro  Ryan Bader

Bader sconfisse Nogueria per decisione unanime (30–27, 30–27, 30–27).
- Incontro categoria Pesi Massimi:  Frank Mir contro  Mirko Filipović

Mir sconfisse Filipović per KO (ginocchiata) a 4:02 del terzo round.

## Premi
Ai vincitori sono stati assegnati 70.000$ per i seguenti premi:
- Fight of the Night:  Sean Sherk contro  Evan Dunham e   Matt Mitrione contro  Joey Beltran
- Knockout of the Night: non assegnato
- Submission of the Night:   C.B. Dollaway